# Галицкая митрополия (православная)

Один из вариантов реконструкции вида Успенского собора в Галиче

Га́лицкая митропо́лия — митрополия Константинопольской православной церкви на территории юго-западной части Руси (изначально Галицко-Волынское и Турово-Пинское княжества), существовавшая (с большими перерывами) на протяжении XIV — начала XV веков.
Наряду с Киевской митрополией (Великой Руси) существовала также митрополия Малой Руси (Малой России).
Образована выделением Галичской, Перемышльской, Владимирской, Туровской, Луцкой и Холмской епархий из митрополии всея Руси и возведением галицкой епископской кафедры в ранг митрополичьей.

## История
Около 1299 года резиденция митрополита всея Руси Максима была перенесена из Киева на северо-восток митрополии во Владимир-на-Клязьме. Для управления юго-западной частью митрополии Руси константинопольский патриарх Афанасий в 1303 году возвёл галицкого епископа Нифонта в сан митрополита.
После смерти Нифонта (около 1307 года) Юрий Львович Галицкий выдвинул в качестве кандидата на митрополичью кафедру Петра Ратенского. В это время стало известно о смерти митрополита Максима в Залесье, и Константинопольский патриархат утвердил галицкого избранника в качестве митрополита всея Руси. Митрополит Пётр поехал в Залесье и с 1309 года местом его пребывания стал Владимир-на-Клязьме (а с 1325 года — Москва). Таким образом, галицкая митрополичья кафедра на два десятилетия стала пустующей. С середины 1310-х до конца 1320-х годов галицкими епархиями руководил митрополит Литовский Феофил. С конца 1320-х до 1332 года на галицкой митрополичьей кафедре был митрополит Гавриил.
В 1332 году константинопольский патриарх Исайя возвёл в ранг митрополита галицкого епископа Феодора. Галицкий митрополит участвовал в константинопольском синоде в 1337 году. К 1345 году в состав галицкой митрополии входили Полоцкая, Турово-Пинская, Владимирская, Перемышльская, Луцкая, Холмская, Черниговская, Смоленская, Брянская и Белгородская епархии. К этому времени относится правление на Волыни Любарта Гедиминовича, а в Галиче — его ставленника Дмитрия Детько.
В сентябре 1347 года, вскоре после своей победы в гражданской войне и воцарения на императорском престоле, Иоанн VI Кантакузин сменил традиционный титул митрополита Руси (митрополитом тогда был Феогност) на титул «митрополита Киевского и всея Руси». Император потребовал от епископов Малой Руси и князя Любарта подчиниться митрополиту Феогносту. Синод утвердил декреты Кантакузина, и новый патриарх Исидор вызвал галицкого митрополита на суд в Константинополь. Дальнейшая судьба митрополита Феодора неизвестна. Иоанн Мейендорф сомневается в том, что Феодор согласился с распоряжением патриарха Исидора. Российский византолог, профессор, доктор исторических наук, главный научный сотрудник Института всемирной истории, вице-президент Российского национального комитета византинистов Михаил Вадимович Бибиков, проанализировав собрание актовых записей о поставлении русских епископов за 1328—1347 годы, написал: «Интересно, что именно в 1347 г. на юге Руси образуется самостоятельная Галицкая митрополия».
В 1349 году Галиция была захвачена поляками. В 1352—1362 годах епархии Галицкой митрополии находились в подчинении митрополитов Киевских Феодорита и Романа, поставленных патриархом Тырновским (Роман в 1355 году был утверждён патриархом Каллистом). Польский король Казимир III незадолго до смерти (5 ноября 1370 года) написал патриарху Филофею послание, в котором просил рукоположить в митрополиты Галицкие епископа Антония. В мае 1371 года было выдано подписанное патриархом Филофеем соборное определение, которым епископу Антонию поручалась митрополия Галицкая с холмской, туровской, перемышльской и владимирской епархиями. Антоний должен был поставить епископов в Холм, Туров, Перемышль и Владимир при содействии митрополита Угровлахии (митрополия Угровлахии с центром в Аржеше была преобразована в 1359 году).
Предполагается, что в 1375 году, в связи с поручением папы Григория XI архиепископу Краковскому назначить латинских епископов в Галич, Перемышль, Владимир-Волынский, Холм и сместить «епископов-схизматиков», которые, «как говорят, там находятся», митрополит Антоний был вынужден покинуть Галич и перенести оттуда свою резиденцию. После 1375 года власть митрополита Антония была ограничена митрополитом Литвы и Малой Руси Киприаном, который в 1376 или 1377 году посвящал епископа на Владимиро-Волынскую кафедру.
В 1381 году патриарх Нил назначил нового митрополита Галицкого (его имя неизвестно). Кафедра митрополии пустовала с 1391 года, и Галицкой митрополией с согласия Ягайло стал управлять луцкий епископ Иоанн (Баба). Самозванец был низложен и патриархом, и митрополитом Киприаном, который предпринимал попытки вернуть православные епархии польских владений в состав митрополии Киевской и всея Руси. Киприан в 1396 году посвятил в сан епископа Луцкого Феодора. В 1397 году патриарх Антоний IV назначил митрополита Вифлеемского Михаила экзархом Галича и Мавровлахии. Патриарх, предполагая назначить на Галицкую митрополию другого кандидата, просил короля Ягайло признать временные полномочия Михаила Вифлеемского, а Иоанна Бабу прогнать из Галиции. Митрополиту Киприану Антоний сделал выговор и вновь подтвердил решение патриарха Филофея 1371 года: Мавровлахия и Галич должны управляться архиереями, назначаемыми из Константинополя.
Галицкая митрополичья кафедра была ликвидирована при митрополите Киевском и всея Руси Фотии, который в первой половине 1410-х годов был обвинён в тяжком грехе. Епископы Великого княжества Литовского написали Фотию послание, в котором отказались ему подчиняться как неканоничному. 15 ноября 1415 года в Новогородке Литовском архиепископ Полоцкий Феодосий и епископы Исаакий Черниговский, Дионисий Луцкий, Герасим Владимирский, Галасий Перемышльский, Савастьян Смоленский, Харитон Холмский и Евфимий Туровский подписали соборную грамоту о избрании бывшего молдовлахийского пресвитера, игумена константинопольского Плинарийского монастыря Пресвятой Богородицы Григория и посвящении его в митрополита Киевского и всея Руси. С 1458 года территория бывшей галицкой митрополии находилась в ведении «митрополитов Киевских, Галицких и всея Руси».

## Митрополиты Галицкие
- Нифонт (1303—1307)
- Гавриил (после апреля 1329—после апреля 1331)
- Феодор (1332—после сентября 1347)
- Антоний (май 1371—до 1381)
- Неизвестный по имени (1381—1391)